# Louise-Christine de Hesse-Darmstadt
Louise-Christine de Hesse-Darmstadt (Marbourg, 5 février 1636 – Stolberg, 11 novembre 1697) est une noble de Hesse-Darmstadt, et comtesse de Stolberg.

## Biographie
Elle est la fille de Georges II de Hesse-Darmstadt, comte de 1626 à 1661, et de Sophie-Éléonore de Saxe.
Elle se marie avec Christophe-Louis Ier de Stolberg, le fils et héritier du comte Jean Martin de Stolberg, le mariage est célébré à Darmstadt le 29 octobre 1665.
À la mort de son beau-père, qui a lieu à Stolberg le 22 mai 1669, Louise devient comtesse de Stolberg, un titre qu'elle porte jusqu'à sa mort, le 11 novembre 1697 à Stolberg.

## Descendance
Le couple a huit enfants:
- Georges (Darmstadt, 14 novembre 1666-Stolberg, 17 février 1698);
- Charles (Darmstadt, 25 janvier 1668-Roßla, 2 mai 1685);
- Sophie Éléonore (Ortenberg, 6 août 1669-Stolberg, 3 novembre 1745);
- Jean-Louis (Ortenberg, 6 novembre 1670-Roßla, 13 mai 1685);
- Christophe Frédéric (Ortenberg, 18 septembre 1672-Stolberg, 22 août 1738), qui épousa Henriette-Catherine de Bibran;
- Louise-Christine de Stolberg-Stolberg-Ortenberg (Ortenberg, 21 janvier 1675-Weissenfels, 16 mai 1738), qui épouse le comte Jean-Georges III de Mansfeld, puis le duc Christian de Saxe-Weissenfels;
- Justin Christian (Ortenberg, 24 octobre 1676-Roßla, 17 juin 1739), qui épouse Émilie Augusta de Stolberg-Gedern;
- Agnès Élisabeth (Ortenberg, 14 décembre 1680-Ortenberg, 17 décembre 1680).

Lorsque son mari meurt le 7 avril 1704, le comté est divisé entre ses enfants Christophe-Frédéric, et Justin-Christian : le premier est le comte de Stolberg-Stolberg, le deuxième comte de Stolberg-Roßla.